# Joseph Vander Belen
Joseph Lambert François Vander Belen (Leuven, 3 september 1767 - Brussel, 26 januari 1847) was een Belgisch volksvertegenwoordiger.

## Levensloop
Vander Belen was een zoon van de medicus Martin Vander Meulen, hoogleraar aan de faculteit geneeskunde aan de universiteit van Leuven, en van Catherine Vandermeulen. Hij trouwde achtereenvolgens met Madeleine Deckers en Thérèse Solvyns. Hij was een broer van volksvertegenwoordiger Michel van der Belen.
Hij promoveerde tot licentiaat in de rechten (1792) aan de universiteit van Leuven. Hij werd advocaat bij de Soevereine Raad van Brabant. Hij werd daarna:
- griffier van het Hof in het departement Noord-Brabant,
- keizerlijk procureur in 's-Hertogenbosch (1810),
- raadsheer aan het keizerlijk hof in Brussel (1811-1814),
- raadsheer bij hoger hof van justitie in Brussel (1815-1830),
- raadsheer bij het hof van beroep in Brussel (1830-1834).

In november 1832 werd hij verkozen tot katholiek volksvertegenwoordiger voor het arrondissement Brussel en hij vervulde dit mandaat tot in mei 1833.